# Ervy-le-Châtel
 Ervy-le-Châtel  es una población y comuna francesa, en la región de Champaña-Ardenas, departamento de Aube, en el distrito de Troyes y cantón de Ervy-le-Châtel.

## Demografía
| 1204 | 1175 | 1198 | 1262 | 1221 | 1214 |
| Para los censos de 1962 a 1999 la población legal corresponde a la población sin duplicidades (Fuente: INSEE [Consultar]) |      |      |      |      |      |

## Puntos de interés
- Arboretum Saint-Antoine